# Тумур-Очір Тулга
Тумур-Очір Тулга (монг. Тулга Төмөр-Очирын; нар. 11 лютого 1998) — монгольський борець вільного стилю, бронзовий призер чемпіонату світу, дворазовий срібний призер чемпіонатів Азії, чемпіон Азійських ігор, учасник двох Олімпійських ігор.

## Життєпис
Почав займатись боротьбою у 2009 році в клубі «Лев» в Улан-Баторі.
У 2015 році став чемпіоном Азії серед кадетів. У 2018 досяг такого ж успіху на чемпіонаті Азії серед молоді.
На чемпіонаті світу 2019 року серед дорослих посів шосте місце — останнє, що дозволяло отримати ліцензію на участь в літніх Олімпійських іграх 2020 року в Токіо.
Живе і тренується в Улан-Баторі. Працює в поліції.

## Спортивні результати на міжнародних змаганнях

### Виступи на Олімпіадах
| Змагання                    | Збірна   | Вагова категорія          | Місце |
| --------------------------- | -------- | ------------------------- | ----- |
| Літні Олімпійські ігри 2020 | Монголія | вільна боротьба, до 65 кг | 9     |
| Літні Олімпійські ігри 2024 | Монголія | вільна боротьба, до 65 кг | 5     |

### Виступи на Чемпіонатах світу
| Змагання                        | Збірна   | Вагова категорія          | Місце  |
| ------------------------------- | -------- | ------------------------- | ------ |
| Чемпіонат світу з боротьби 2018 | Монголія | вільна боротьба, до 65 кг | 7      |
| Чемпіонат світу з боротьби 2019 | Монголія | вільна боротьба, до 65 кг | 5      |
| Чемпіонат світу з боротьби 2021 | Монголія | вільна боротьба, до 65 кг | Бронза |
| Чемпіонат світу з боротьби 2023 | Монголія | вільна боротьба, до 65 кг | 19     |

### Виступи на Чемпіонатах Азії
| Змагання                       | Збірна   | Вагова категорія          | Місце  |
| ------------------------------ | -------- | ------------------------- | ------ |
| Чемпіонат Азії з боротьби 2017 | Монголія | вільна боротьба, до 61 кг | 9      |
| Чемпіонат Азії з боротьби 2019 | Монголія | вільна боротьба, до 65 кг | 11     |
| Чемпіонат Азії з боротьби 2023 | Монголія | вільна боротьба, до 65 кг | Срібло |
| Чемпіонат Азії з боротьби 2024 | Монголія | вільна боротьба, до 65 кг | Срібло |

### Виступи на Азійських іграх
| Азійські ігри 2023 | Монголія | вільна боротьба, до 65 кг | Золото |

### Виступи на Кубках світу
| Змагання                    | Збірна   | Вагова категорія          | Місце |
| --------------------------- | -------- | ------------------------- | ----- |
| Кубок світу з боротьби 2017 | Монголія | вільна боротьба, до 61 кг | 6     |
| Кубок світу з боротьби 2022 | Монголія | команда                   | 5     |

### Виступи на інших змаганнях
| Змагання                                                      | Збірна   | Вагова категорія          | Місце  |
| ------------------------------------------------------------- | -------- | ------------------------- | ------ |
| Турнір Дмитра Коркіна 2016                                    | Монголія | вільна боротьба, до 61 кг | Бронза |
| Кубок Президента Бурятської Республіки з боротьби 2017        | Монголія | вільна боротьба, до 61 кг | 14     |
| Клубний чемпіонат світу з боротьби 2017                       | Монголія | команда                   | 4      |
| Гран-прі «Іван Яригін» 2018                                   | Монголія | вільна боротьба, до 65 кг | 11     |
| Кубок Тахті 2018                                              | Монголія | вільна боротьба, до 65 кг | Золото |
| Гран-прі Іспанії з боротьби 2018                              | Монголія | вільна боротьба, до 65 кг | Бронза |
| Турнір Дмитра Коркіна 2018                                    | Монголія | вільна боротьба, до 65 кг | Срібло |
| Кубок Ахмата Кадирова 2018                                    | Монголія | команда                   | 4      |
| Гран-прі «Іван Яригін» 2019                                   | Монголія | вільна боротьба, до 65 кг | 5      |
| Відкритий чемпіонат Монголії з боротьби 2019                  | Монголія | вільна боротьба, до 65 кг | Бронза |
| Меморіал Вацлава Циолковського 2019                           | Монголія | вільна боротьба, до 65 кг | 12     |
| Турнір Аланії з боротьби 2019                                 | Монголія | вільна боротьба, до 65 кг | 8      |
| Гран-прі «Іван Яригін» 2020                                   | Монголія | вільна боротьба, до 65 кг | 12     |
| Меморіал Маттео Пелліконе 2021                                | Монголія | вільна боротьба, до 65 кг | Срібло |
| Гран-прі «Іван Яригін» 2022                                   | Монголія | вільна боротьба, до 65 кг | 7      |
| Турнір Яшара Догу 2022                                        | Монголія | вільна боротьба, до 65 кг | 5      |
| Меморіал Болата Турлиханова 2022                              | Монголія | вільна боротьба, до 65 кг | Золото |
| Міжнародний турнір Дінмухамеда Кунаєва 2022                   | Монголія | вільна боротьба, до 65 кг | Золото |
| Відкритий чемпіонат Загреба з боротьби 2023                   | Монголія | вільна боротьба, до 65 кг | Золото |
| Турнір К. У. Кожомкула і Р. Санатбаєва 2023                   | Монголія | вільна боротьба, до 65 кг | Золото |
| Меморіал Імре Поляка та Яноша Варги 2023                      | Монголія | вільна боротьба, до 65 кг | Золото |
| Турнір Дана Колова — Николи Петрова 2024                      | Монголія | вільна боротьба, до 70 кг | Срібло |
| Олімпійський кваліфікаційний турнір з боротьби 2024 (Стамбул) | Монголія | вільна боротьба, до 65 кг | Золото |
| Гран-прі Іспанії з боротьби 2024                              | Куба     | вільна боротьба, до 65 кг | Золото |

### Виступи на змаганнях молодших вікових груп
| Змагання                                      | Збірна   | Вагова категорія          | Місце  |
| --------------------------------------------- | -------- | ------------------------- | ------ |
| Чемпіонат Азії з боротьби серед кадетів 2013  | Монголія | вільна боротьба, до 42 кг | 8      |
| Чемпіонат Азії з боротьби серед кадетів 2015  | Монголія | вільна боротьба, до 58 кг | Золото |
| Чемпіонат світу з боротьби серед кадетів 2015 | Монголія | вільна боротьба, до 58 кг | 10     |
| Чемпіонат світу з боротьби серед молоді 2017  | Монголія | вільна боротьба, до 65 кг | 7      |
| Чемпіонат світу з боротьби серед молоді 2018  | Монголія | вільна боротьба, до 65 кг | 9      |
| Чемпіонат Азії з боротьби серед молоді 2019   | Монголія | вільна боротьба, до 65 кг | Золото |